# ビストリツァ・オプ・ソトリ
ビストリツァ・オプ・ソトリ(Bistrica ob Sotli)は、スロベニアの市である。